# Zlatko Mateša
Zlatko Mateša (Pronunciado [zlâtko mâteʃun]; nacido el 17 de junio de 1949) fue el 6.º Primer ministro de Croacia desde finales de 1995 hasta el 31 de enero de 2000. Es miembro de la Unión Democrática Croata. Es actualmente el presidente del Comité Olímpico de Croacia (Hrvatski olimpijski odbor) y cónsul honorario de la República de Mongolia en Croacia.
Nació y se crio en Zagreb, en entonces SFR Yugoslavia, y obtuvo el título de abogado en la Universidad de Zagreb en 1974. Trabaje en la empresa INA desde 1978, donde subió peldaños hasta llegar a ser asistente de la gerencia. Estableció amistades con Nikica Valentić, Mladen Vedriš y Franjo Gregurić.
En 1990,  ingresó a la política y se convirtió en un miembro destacado del HDZ, junto con el grupo antedicho. El entonces Presidente Franjo Tuđman le nombró sexto Presidente del Gobierno el 4 de noviembre de 1995. Su gobierno es quizás mejor recordado por la introducción del impuesto al valor agregado (en croata: Porez na dodanu vrijednost, PDV), que se aprobó en el gobierno anterior y se instaló en 1996 bajo el gobierno de Mateša. En 1998, el índice de impuesto estuvo fijado para todos los productos en un 22%. El ministro de finanza del Gabinete de Zlatko Mateša era Borislav Škegro.
En las elecciones parlamentarias del 2000 fue elegido miembro del Sabor (parlamento croata) y ejerció hasta finales del 2003.
Desde el 2002, Mateša es el presidente del Comité Olímpico Croata. En 2009, Mateša obtuvo un doctorado de la Universidad Deportiva de Beijing.